# تیری نوویل
تیری نوویل (فرانسوی: Thierry Neuville‎؛ زادهٔ ۱۶ ژوئن ۱۹۸۸) راننده رالی اهل بلژیک است. وی عضو تیم‌هایی همچون تیم رالی جهانی قطر و هیوندای موتوراسپورت بوده‌است.